# Совинское
Сови́нское — деревня в городском округе Семёновский Нижегородской области России

## География
Деревня находится на левом берегу реки Ифтенка, на расстоянии 14 км к юго-западу от города Семёнов, административного центра округа, и 49 км к северо-востоку от города Нижний Новгород, административного центра области.

### Часовой пояс
Село Совинское, как и вся Нижегородская область, находится в часовой зоне МСК (московское время). Смещение применяемого времени относительно UTC составляет +3:00.

## Население
| 2002 | 2010 |
| ---- | ---- |
| 0    | →0   |